# Zvone Tomac
Klaviaturist, vokalist, producent, avtor glasbe in aranžer. 
Ob koncu srednje šole zaključi 10. letnik klavirja in ima samostojen klavirski koncert. Leta 1994 se vpiše na akademijo za glasbo v Ljubljani in obenem postane član takrat ustanovljene skupine KINGSTON. V njej igra klaviature, poje, je producent, avtor in soavtor glasbe, poleg tega pa skladbe tudi aranžira.
V svojem arhivu ima številne glasbene nagrade (Zlati petelin, zmagi na festivalu Melodije morja in sonca leta 1996 s skladbo Ko bo padal dež in 1998 s skladbo Cela ulica nori, diamantne, platinaste in zlate plošče,...). Skladbe katerih avtor je, so bile do sedaj prodane na več kot 250.000 nosilcih zvoka.
Ima tudi svoj glasbeni studio - studio TOM, kjer so nastale številne uspešnice za Kingston, Bepop, Game Over, Power dancers, Sebastiana, BBT, Rebeko Dremelj, Domna Kumra, Čuke, Modrijane, Isaaca Palmo in mnoge druge.
Njegove najbolj znane avtorske uspešnice:
Kingston  (Cela ulica nori, Danes je moj dan), Bepop (Moje sonce, Odpelji me), Power dancers (Čokolada, Ni še konec), Sebastian (Hočem to nazaj, Reci da si za),...